# Verchin
 Verchin  es una población y comuna francesa, situada en la región de Norte-Paso de Calais, departamento de Paso de Calais, en el distrito de Montreuil y cantón de Fruges.

## Demografía
| 304 | 303 | 276 | 250 | 220 | 220 |
| Para los censos de 1962 a 1999 la población legal corresponde a la población sin duplicidades (Fuente: INSEE [Consultar]) |     |     |     |     |     |